# 공경지례
공경지례(恭敬之禮, 영어: veneration)는 로마 가톨릭교회의 스콜라학자들이 구분한 세 가지 경배 중 하나이다. 가톨릭교회에서 선정한 성인, 성녀에게 행하는 공경의 예를 말한다.

## 같이 보기
- 조상숭배
- 전구 (가톨릭)
- 마리아 (예수의 어머니)
- 수호성인
- 성인전
- 도상학
- 성유물
- 성전 (장소)